# Gauntlet II
Gauntlet II är ett hugg och slå-spel i fantasymiljö som lanserade av Atari Games 1986 ute i arkadhallarna. Spelet porterades till flera hemkonsoler.